# Famille Roger de Beaufort
Pour les articles homonymes, voir Famille de Beaufort.
 (octobre 2024).
La famille Roger de Beaufort est une famille féodale majeure du Limousin des XIVe et XVe siècle. Elle compte parmi ses membres les papes Clément VI et Grégoire XI.

## Héraldique
La famille Roger de Beaufort porte D'argent à la bande d'azur accompagnée de six roses de gueules ordonnées en orle.

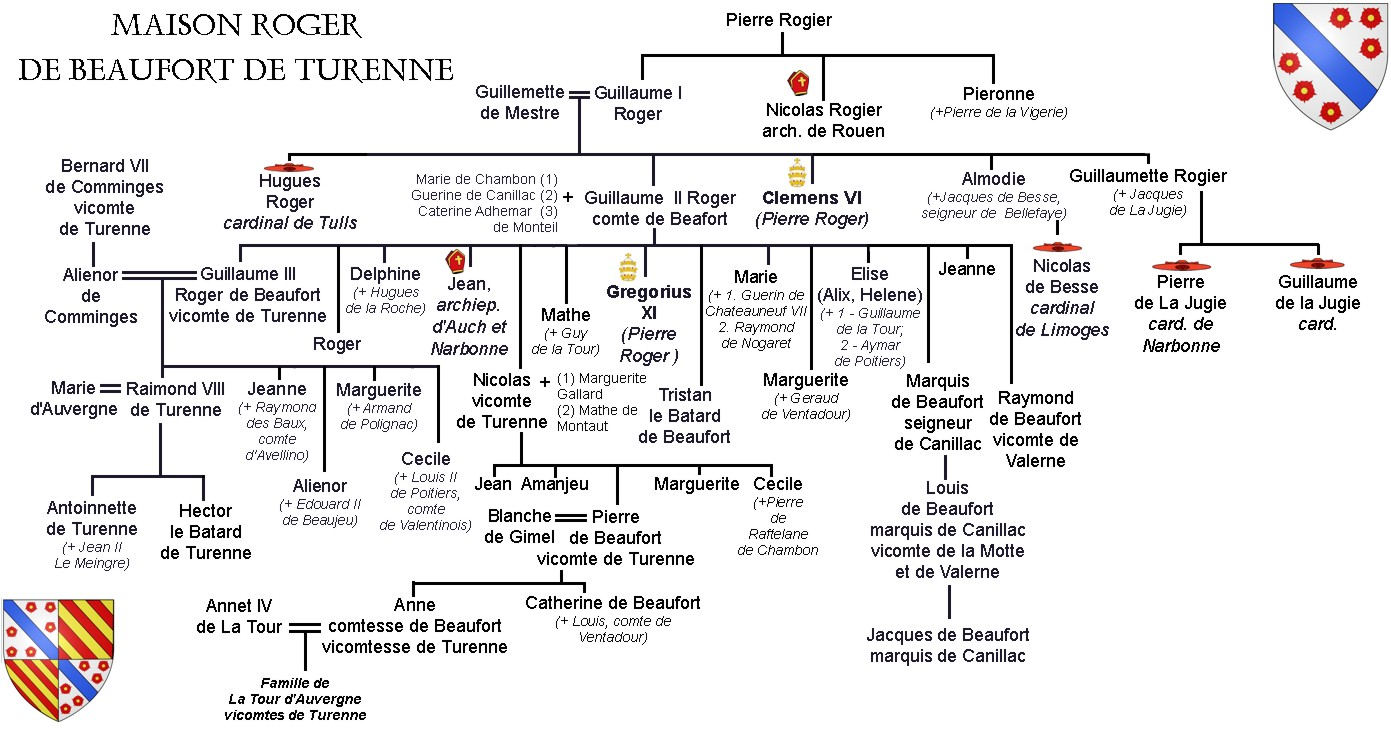
Famille Roger de Beaufort de Turenne

## Filiation
- Pierre
  - Guillaume
    - Guillaume II Roger ca 1290-1380 &Marie du Chambon 1300-1344
      - Raymond 1326-1389
      - Guillaume III Roger de Beaufort, vicomte de Turenne, époux d'Aliénor de Comminges 1329-1402
        - Aliénor de Beaufort ca 1351-1420 &1370 Édouard II de Beaujeu 1351-1400
        - Raymond de Turenne 1352-1413 &1375 Marie de Boulogne †1388
          - Antoinette de Turenne

      - Dauphine 1328- &1340 Hugues de la Roche †1398/
      - Grégoire XI 1329-1378, 201e pape
      - Jean, évêque de Carpentras, archevêque d'Auch, puis archevêque de Narbonne ;
      - Roger, fait prisonnier par Jean de Grailly en septembre 1370 et pour la libération duquel Grégoire XI dès son élection intervient de nombreuses fois ;
      - Élise (ou Alix ou Hélène), épouse d'Aymar de Poitiers, comte de Valentinois, nommé recteur du Comtat par Grégoire XI ;
      - Nicolas, comte de Beaufort, vicomte de La Mothe, seigneur de Saint-Exupéry, Ligny, Savennes, Chambon et Rosiers ;
      - Tristan, le Bâtard de Beaufort ;
      - Marthe, épouse Guy de La Tour.

    - Clément VI, 198e pape
    - Hugues Roger, cardinal, évêque de Tulle
    - Guillaumette Roger mariée avec Jacques de La Jugie
      - Nicolas de La Jugie (v.1315-1376), baron de Rieux, seigneur de La Livinière, de Ferrals-les-Corbières et de Liviers en Vivarais,
      - Guillaume de La Jugie (1317-1374), cardinal,
      - Hugues de La Jugie (vers 1318-1371), évêque de Béziers puis de Carcassonne,
      - Pierre de La Jugie (1319-1376), cardinal, archevêque de Narbonne,
      - Élise de La Jugie (vers 1315-1409), mariée avec Guy de Puydeval (vers 1310-1371), seigneur du Puy-de-Val,
        - Guillaume de La Jugie de Puydeval (1345-1397), héritier de son oncle dont il reprend le nom et les armes, baron de Rieux.